# ATP Challenger Breslau
Das ATP Challenger Breslau (offizieller Name Wrocław Open) war ein Tennisturnier in Breslau, das erstmals von 2000 bis 2009 ausgetragen wurde. Nach einer fünfjährigen Unterbrechung fand es seit 2015 wieder im Rahmen der ATP Challenger Tour statt. Lukáš Dlouhý und Lukáš Rosol waren mit je zwei Titeln Rekordsieger des Turniers.

## Liste der Sieger

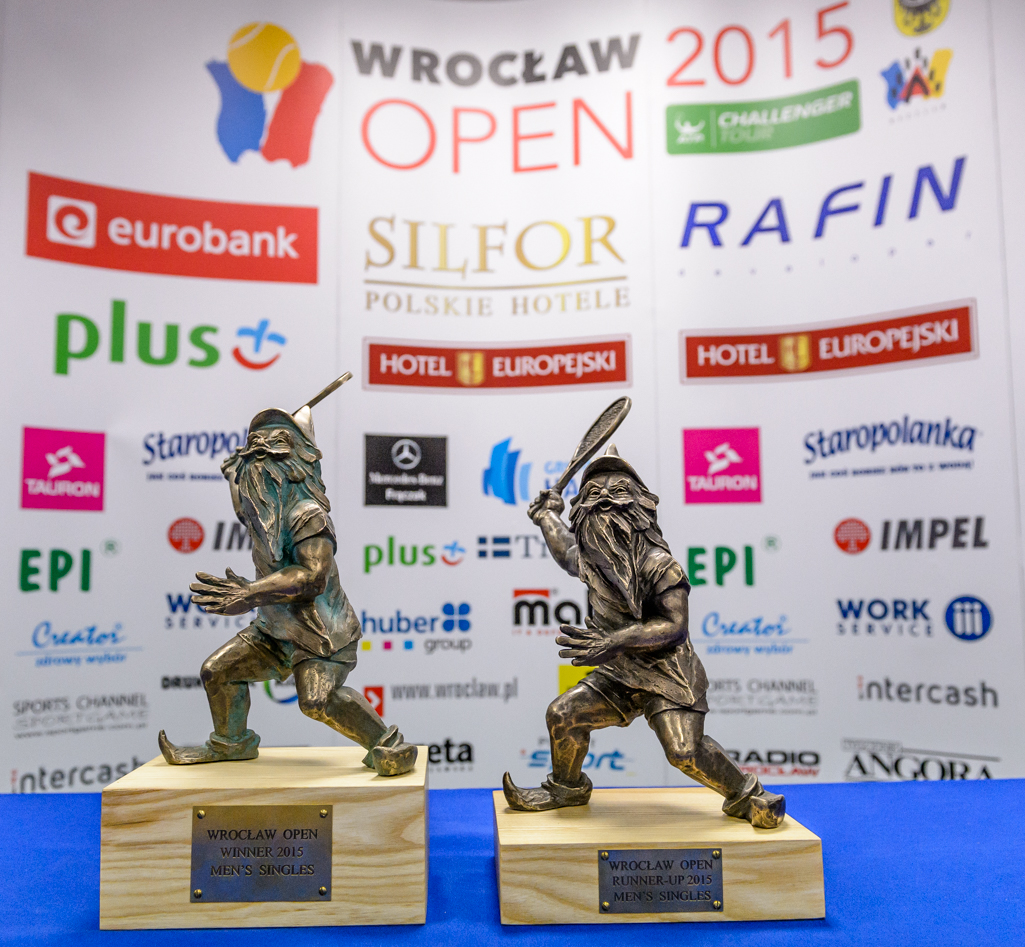
Breslauer Zwerge, die als Siegertrophäen bei den Wrocław Open 2015 bis 2017 überreicht wurden.

### Einzel
| Jahr                         | Sieger             | Finalgegner          | Ergebnis       |
| ---------------------------- | ------------------ | -------------------- | -------------- |
| 2017                         | Jürgen Melzer      | Michał Przysiężny    | 6:4, 6:3       |
| 2016                         | Marco Chiudinelli  | Jan Hernych          | 6:3, 7:69      |
| 2015                         | Farrux Doʻstov     | Mirza Bašić          | 6:3, 6:4       |
| 2010–2014: nicht ausgetragen |                    |                      |                |
| 2009                         | Michael Berrer     | Alexander Kudrjawzew | 6:3, 6:4       |
| 2008                         | Kristof Vliegen    | Jürgen Melzer        | 6:4, 3:6, 6:3  |
| 2007                         | Werner Eschauer    | Tomáš Zíb            | 5:7, 6:4, 6:4  |
| 2006                         | Lukáš Dlouhý       | Tomáš Zíb            | 7:62, 2:6, 6:3 |
| 2005                         | Robin Vik          | Michal Tabara        | 6:4, 6:3       |
| 2004                         | Karol Beck         | Jan Hernych          | 6:74, 6:2, 6:2 |
| 2003                         | Karol Kučera       | Igor Kunizyn         | 6:2, 6:1       |
| 2002                         | Davide Sanguinetti | Antony Dupuis        | 6:3, 6:2       |
| 2001                         | Axel Pretzsch      | Antony Dupuis        | 7:5, 7:61      |
| 2000                         | Martin Damm        | Gianluca Pozzi       | 4:6, 6:4, 6:3  |

### Doppel
| Jahr                         | Sieger                                | Finalgegner                          | Ergebnis          |
| ---------------------------- | ------------------------------------- | ------------------------------------ | ----------------- |
| 2017                         | Adil Shamasdin Andrej Wassileuski     | Michail Jelgin Denys Moltschanow     | 6:3, 3:6, [21:19] |
| 2016                         | Pierre-Hugues Herbert Albano Olivetti | Nikola Mektić Antonio Šančić         | 6:3, 7:64         |
| 2015                         | Philipp Petzschner Tim Pütz           | Frank Dancevic Andriej Kapaś         | 7:64, 6:3         |
| 2010–2014: nicht ausgetragen |                                       |                                      |                   |
| 2009                         | Sanchai Ratiwatana Sonchat Ratiwatana | Benedikt Dorsch Sam Warburg          | 6:4, 3:6, [10:8]  |
| 2008                         | Jamie Cerretani Lukáš Rosol (2)       | Werner Eschauer Jürgen Melzer        | 6:77, 6:3, [10:7] |
| 2007                         | Lukáš Rosol (1) Jan Vacek             | Michal Mertiňák Jean-Claude Scherrer | 7:5, 7:64         |
| 2006                         | Mariusz Fyrstenberg Marcin Matkowski  | Lukáš Dlouhý Pavel Šnobel            | 3:6, 6:1, [12:10] |
| 2005                         | Lukáš Dlouhý Martin Štěpánek          | Jason Marshall Huntley Montgomery    | 6:2, 5:7, 6:4     |
| 2004                         | Dominik Hrbatý Michael Kohlmann       | Bartłomiej Dąbrowski Łukasz Kubot    | 7:5, 6:3          |
| 2003                         | Petr Luxa David Škoch                 | Petr Pála Pavel Vízner               | 6:4, 6:4          |
| 2002                         | Ben Ellwood Stephen Huss              | Aleksandar Kitinov Johan Landsberg   | 6:73, 7:5, 7:66   |
| 2001                         | Wayne Black Jason Weir-Smith          | Julian Knowle Michael Kohlmann       | 6:3, 6:4          |
| 2000                         | Petr Kovačka Pavel Kudrnáč            | Jocelyn Robichaud Kyle Spencer       | 3:6, 7:6, 6:4     |